# Coco (rzeka)
Coco (hiszp. Río Coco; dawniej Río Segovia) – rzeka w Ameryce Środkowej o długości 750 km.
Jej źródła znajdują się na terytorium Hondurasu, ale większość jej górnego biegu znajduje się na terytorium Nikaragui. Dalej, około dwie trzecie biegu rzeki stanowi granicę między Hondurasem a Nikaraguą. Coco uchodzi do Morza Karaibskiego, tworząc wysunięty w głąb morza przylądek Cabo Gracias a Dios.
Obszar nad rzeką Coco jest słabo zaludiony. Ważniejsze miejscowości nad rzeką: Wiwilí, Ocotal (Nikaragua), Auasbila (Honduras), Leimus, Wasparn, Bilwaskarma (wszystkie w Nikaragui).